# NGC 7576
NGC 7576 is een spiraalvormig sterrenstelsel in het sterrenbeeld Waterman. Het hemelobject werd op 5 oktober 1785 ontdekt door de Duits-Britse astronoom William Herschel.

## Ecliptica
Het stelsel NGC 7576 bevindt zich betrekkelijk dicht bij de Ecliptica, hetgeen betekent dat het, vanaf de Aarde gezien, regelmatig bezoek krijgt van de planeten van het Zonnestelsel, alsook bedekt kan worden door de Maan.

## Synoniemen
- MCG -1-59-12
- IRAS 23148-0500
- PGC 70948